# Annales Barenses
 (novembre 2023).

Les Annales Barenses — ou Annales de Bari — sont une série d'annales écrites vers le milieu du XIe siècle à Bari, alors capitale du catépanat d'Italie et faisant partie de l'Empire byzantin.
Les Annales Barenses couvrent la période allant de la mort du pape Grégoire le Grand en 605, à l'an 1043. Extrêmement brèves, les annales finissent par une description plus longue de l'assaut des Normands contre l'Apulie au début des années 1040.